# The Glass Ballerina (Lost)
The Glass Ballerina este un episod al serialului de televiziune Lost, sezonul 3.